# Milk
Milk je ameriški biografski film iz leta 2008, posnet po življenju aktivista za pravice gejev in politika Harveyja Milka, prvega odprto istospolno usmerjenega politika, ki je bil izvoljen za javni položaj v Kaliforniji, v nadzorni odbor San Francisca. Režiral ga je Gus Van Sant po scenariju Dustina Lancea Blacka, v glavnih vlogah pa nastopajo Sean Penn kot Milk in Josh Brolin kot mestni nadzornik Dan White, ki je umoril Milka in župana Georgea Mosconea. Po Milkovem življenju je bil posnet že dokumentarni film The Times of Harvey Milk iz leta 1984, ki je prejel oskarja za najboljši dokumentarni film.
Film je bil premierno prikazan 28. oktobra 2008 v San Franciscu in 26. novembra drugod po ZDA. Izkazal se je za zmerno finančno uspešnega in dobil tudi dobre ocene kritikov. Na 81. podelitvi je bil nominiran za oskarja v osmih kategorijah, tudi za najboljši film, osvojil pa nagradi za najboljšega igralca (Penn) in najboljši izvirni scenarij. Penn je prejel tudi zlati globus za najboljšega igralca v filmski drami, film pa je bil nominiran še za štiri nagrade BAFTA.

## Vloge
- Sean Penn kot Harvey Milk
- Emile Hirsch kot Cleve Jones
- Josh Brolin kot Dan White
- Diego Luna kot Jack Lira
- James Franco kot Scott Smith
- Alison Pill kot Anne Kronenberg
- Victor Garber kot župan George Moscone
- Denis O'Hare kot senator John Briggs
- Joseph Cross kot Dick Pabich
- Stephen Spinella kot Rick Stokes
- Lucas Grabeel kot Danny Nicoletta
- Jeff Koons kot Art Agnos
- Ashlee Temple kot Dianne Feinstein
- Wendy Tremont King kot Carol Ruth Silver
- Steven Wiig kot McConnely
- Kelvin Han Yee kot Gordon Lau
- Howard Rosenman kot David Goodstein
- Ted Jan Roberts kot Dennis Peron
- Robert Chimento kot Phillip Burton
- Zachary Culbertson kot Bill Kraus
- Mark Martinez kot Sylvester
- Brent Corrigan kot 3. klicatelj
- Dave Franco kot 5. klicatelj
- Dustin Lance Black kot Castro Clone